# テレビ東京の深夜アニメ枠
- テレビ東京 > テレビ東京番組一覧 > テレビ東京系アニメ > テレビ東京の深夜アニメ枠
- アニメ > テレビアニメ > テレビ東京系アニメ > テレビ東京の深夜アニメ枠
- テレビ番組 > 深夜番組 > 深夜アニメ > テレビ東京の深夜アニメ枠

本項ではテレビ東京において23時台から未明（深夜）帯に放送されている深夜アニメの作品一覧に関して解説する。

## 概要
テレビ東京（テレ東）の深夜アニメは、1990年に深夜帯でテレビ放送したOVA『銀河英雄伝説』（第1期）が先駆けとなる。その後、1995年に水曜18時30分枠で本放送されていた『新世紀エヴァンゲリオン』が1997年の劇場版公開前に深夜帯で再放送された際、視聴率が5～6％と異例の高い記録を出したほど反響も大きかった。
新作として放送された初の作品は、1996年10月期の『エルフを狩るモノたち』である。同作を皮切りに深夜アニメの放送に本格的参入し、その成功以後爆発的に深夜帯の作品が急増した。
2000年代以前はテレビ東京が製作に直接参加せず放送のみ行うケースが殆どであったが、2010年代の作品はほぼ全て局自身が製作に参加していた。しかし、2020年代に入ると不関与の番組が再び増加しており、製作には直接関与しないが番組担当・宣伝という形で参加しているケースもある。
放送期間は他系列局の深夜アニメと同様に分割・連続問わず1～2クールが大半だが、連続で3～4クール放送した作品も存在する。
2002年7月期には『熱血電波倶楽部』、2010年1月期から7月期にかけては『アニメノチカラ』（アニプレックスと共同）といった枠名が存在したが、いずれも短期間で廃止されている。
2000年代に入ると、他の各キー局における深夜アニメの大規模参入や各独立局での放送を主としたアニメ（UHFアニメ）の台頭で放送本数が減少し、2015年4月期には新作の深夜アニメの放送を一時休止。同年7月期より新作の放送を再開したものの、それ以降は2019年10月期に再び新作の深夜アニメの放送を休止したりと番組枠が流動的になっていた。
2021年10月期より、同年9月末を以てアニメ枠が事実上廃止された月曜 - 水曜 17:55 - 18:25枠と入れ替わる形で、火曜 - 木曜未明（月曜 - 水曜深夜）の0:00 - 0:30枠に新作アニメゾーン枠3本（枠名称無し）を新設。これらの枠は放送作品によってネット形態が異なっているが、水曜（火曜深夜）枠に関しては枠設置当初から、火曜（月曜深夜）枠に関しても2022年10月期から実質的に系列全局ネットで放送されている（『異世界美少女受肉おじさんと』、『東京リベンジャーズ』シリーズを除く）。
2022年4月期に土曜 23:00 - 23:30枠にアニメ枠を新設し、『君のいる町』以降途絶えていた同系列の土曜23時台の放送枠が8年半ぶりに復活した（2022年7月期は除く）。これ以降は地上波系列全6局ネットの作品が必ず放送されている。
2024年4月期には日曜 23:45 - 月曜 0:15枠を新設。こちらも地上波系列全6局ネットにて放送される。

### ネット局について
地上波では、基本的に三大都市圏（テレビ東京・テレビ大阪・テレビ愛知）の3局ネットか、テレビ東京系列（TXN）全6局のネット体制で固定されている（BS・CS局での放送に関しては後述）。一部の番組はそれに加えて系列外の地方局や、中京地区・関西地区の独立局にも番組販売を通じて遅れネットで放送されている。
2010年後半以降のローカル枠の番組は、基本的に関東ローカルか一部地域のみのネットとなっている。
字幕放送はテレビ東京系列局とBSテレ東（一部除く）のみ対応しており、系列外の放送局や独立局、BSテレ東以外の無料BS局では実施していない。AT-Xでは2018年9月以降、一部の番組に限り対応している。

#### 地上波でのネット
テレビ東京（テレ東）以外の放送局については、原則としてローカルセールス枠に関して記述する。
関西圏においては、基本的にテレビ大阪でネットされることが通例となっているが、『東京リベンジャーズ』シリーズや、2024年7月期の『新米オッサン冒険者、最強パーティに死ぬほど鍛えられて無敵になる。』については毎日放送（MBS）が製作委員会に参加している為、これらは同局でネットされる（テレ東ではそれ以前に同局製作の『フォーチュン・クエストL』を8カ月余り遅れてネットしたこともある）。また、前述の作品以外においては、テレ東の製作関与の有無を問わずに関西圏では同局で同時期に放送されたケースもある。
テレビ愛知でも一定数遅れネットされているが、2020年代に入ると、テレ東と同時期に放送される番組が減少に転じている（2022年1月期はテレ東の深夜アニメ自体のネットが一切無く、同年4月以降も系列全局ネット枠を除いて断続的な放送となっている）。
中京・関西の独立局では、主に三重テレビ、岐阜放送、びわ湖放送、奈良テレビ、テレビ和歌山で数番組程度遅れネットを行う場合が多い。一方で、サンテレビやKBS京都では殆どネットされない（テレ東系の番組を基本的に放送していない）が、2021年10月期には『月とライカと吸血姫』（BS日テレ製作）をテレビ大阪に代わってネットした。
放送作品（主に製作体制）によっては自系列局を有する地域でも他系列局でネットされる場合がある（前述のMBSや独立局でネットされたケースは除く）。また、テレ東と関東の独立局で同時期に並行して放送されたケースもある。

#### BS局・CS局でのネット
テレビ東京グループの無料BS局であるBSテレ東（旧：BSジャパン）においては、2010年代前半までは散発的に放送する程度だったが、2015年10月期からクール毎に数本程度遅れネットで放送している。同局でのネット状況はバラつきが見られ（放送本数は時期により変動している）、シリーズ作品の一部のみを放送したケースも複数存在する他、『オッドタクシー』や『BLEACH 千年血戦篇-訣別譚-』などのように数ヶ月以上遅れてネットされる場合もある。系列全局ネット枠の作品が同時期に放送されるケースは非常に少ない。
2016年4月期以降は断続的ではあるものの、BSテレ東も一部の作品で製作に参加しており、テレ東系列の地上波では全日枠で放送される一部作品を深夜枠で遅れネットすることもある。テレ東（系列）地上波で旧作の再放送が行われる場合、BSテレ東では基本的に遅れネットを行わない。
2021年4月期の『東京リベンジャーズ』（第1期、毎日放送・AT-X製作）以降の一部の作品については、製作体制（テレ東の関与有無など）を問わず、BSテレ東以外の無料BS局（BS11・BS日テレ・BS朝日・BSフジ）で同時期ネットされるケースが見受けられるようになり、一部の作品で製作または放送協力にも参加している。
このほか、BS松竹東急などでも旧作を中心に放送される場合がある（一部はBS初放送）。過去にはスターチャンネルでも同時期に放送されたケースが存在した。
CS放送局では、同じテレビ東京グループ傘下のAT-Xで放送されることが最も多く、アニマックスでも一定の期間を置いて放送されることがある。2023年4月期・10月期の『絆のアリル』などは製作に参加しているアニマックスで放送された。

## 作品一覧
放送日時はテレビ東京を基準とする。なお、原則として特記事項のない再放送に関しては省略している。
○印はBSテレ東（旧・BSジャパンを含む）でも遅れネットで放送された（される）ものを指す。
アニメ専門チャンネルに関してはAT-X以外のチャンネルで放送されたケースについても記述している。

### 放送中
| 作品名                                                        | 放送時間       | 放送期間        | 備考 |
| ------------------------------------------------------------- | -------------- | --------------- | --- |
| 火曜未明（月曜深夜）                                          |                |                 | |
| 〇SAKAMOTO DAYS（第2クール）                                  | 0:00 - 0:30    | 2025年7月15日 - | 字幕放送実施。 TXN系列全局で同時ネット。 このほか複数の系列外局でも遅れネット。 第1クールは土曜23:00 - 23:30に放送。 |
| ワンパンマン（第2期）                                         | 1:30 - 2:00    | 2025年7月8日 -  | 再放送 |
| 〇ニャイト・オブ・ザ・リビングキャット                        | 2:00 - 2:30    | 2025年7月8日 -  | アニマックス製作。この他、子会社のテレビ東京メディアネットが製作に参加。 テレビ北海道でも放送。                      |
| 水曜未明（火曜深夜）                                          |                |                 | |
| おそ松さん（第4期）                                           | 0:00 - 0:30    | 2025年7月9日 -  | 字幕放送実施。 TXN系列全局で同時ネット。                                                                             |
| 木曜未明（水曜深夜）                                          |                |                 | |
| 転生したら第七王子だったので、気ままに魔術を極めます（第2期） | 0:00 - 0:30    | 2025年7月10日 - | 字幕放送実施。 テレビ大阪、テレビ愛知でも放送。 BSではBS日テレにて放送。                                             |
| 土曜未明（金曜深夜）                                          |                |                 | |
| えぶりでいホスト                                              | 1:13 - 1:23    | 2025年4月5日 -  | BS日テレと共同製作。                                                                                                 |
| 遊☆戯☆王デュエルモンスターズGX 20th Remaster                  | 1:23 - 1:53    | 2025年4月12日 - | リマスター版を放送。                                                                                                 |
| 土曜日                                                        |                |                 | |
| 〇怪獣8号（第2期）                                            | 23:00 -23:30   | 2025年7月19日 - | 字幕放送実施。 TXN系列全局で同時ネット。 このほか複数の系列外局でも遅れネット。                                      |
| 日曜日                                                        |                |                 | |
| 〇ホテル・インヒューマンズ                                    | 23:45 - 翌0:15 | 2025年7月6日 -  | 字幕放送・解説放送実施。 TXN系列全局で同時ネット。 テレビユー山形でも放送。                                          |
| 月曜未明（日曜深夜）                                          |                |                 | |
| 闇芝居（第15期）                                              | 2:50 - 2:55    | 2025年7月14日 - | 関東ローカル。 |

#### 備考・関連番組
| 作品名               | 放送時間    | 放送期間         | 備考                                    |
| -------------------- | ----------- | ---------------- | --------------------------------------- |
| 火曜未明（月曜深夜） |             |                  |                                         |
| あにレコTV           | 3:20 - 3:50 | 2017年10月10日 - | 番組公式サイトなどで1週間見逃し配信実施 |

### 放送予定
| 作品名               | 放送時間    | 放送期間        | 備考                      |
| -------------------- | ----------- | --------------- | ------------------------- |
| 火曜未明（月曜深夜） |             |                 |                           |
| 〇3年Z組銀八先生     | 0:00 - 0:30 | 2025年10月7日 - | TXN系列全局で同時ネット。 |
| 木曜未明（水曜深夜） |             |                 |                           |
| 転生悪女の黒歴史     | 0:00 - 0:30 | 2025年10月9日 - | BSではBS11で放送。        |